# Jacques Plante
Joseph Jacques Omer Plante (Notre-Dame-du-Mont-Carmel, 17 gennaio 1929 – Ginevra, 27 febbraio 1986) è stato un hockeista su ghiaccio canadese, di ruolo portiere, noto per la sua lunga militanza con i Montreal Canadiens, con cui ha vinto sei Stanley Cup, di cui cinque consecutive.

## Carriera
È considerato uno dei migliori netminder della storia, avendo vinto per sette volte (record) il Vezina Trophy, premio assegnato al miglior portiere stagionale, ed un Hart Memorial Trophy nel 1962 come miglior giocatore della regular season. È inoltre l'inventore della maschera da protezione per i portieri di hockey. Nel 1978 è stato inserito nella Hockey Hall of Fame.
Dopo il ritiro nel 1975, a causa della morte di un figlio, si trasferì in Svizzera, dove morì il 27 febbraio 1986 per un cancro allo stomaco.